# Zaklęty Bastion
Zaklęty Bastion – skała w lewych zboczach Doliny Będkowskiej na Wyżynie Krakowsko-Częstochowskiej. Znajduje się na południe od zwartej grupy skał Wielkiej Turni i wyżej, administracyjnie w granicach wsi Bębło w województwie małopolskim, w powiecie krakowskim, w gminie Wielka Wieś.
Zbudowany z wapienia Zaklęty Bastion znajduje się w lesie. Ma połogie, pionowe lub przewieszone ściany o wysokości 10–14 m z filarem, kominem i zacięciami.

## Drogi wspinaczkowe
Przez wspinaczy skalnych opisywany jest w Grupie Wielkiej Turni. Na jego zachodniej, północno-zachodniej, południowej i południowo-zachodniej ścianie jest 21 dróg wspinaczkowych o trudności od IV+ do VI.5 w skali trudności Kurtyki. Większość dróg ma stałe punkty asekuracyjne: ringi (r) i stanowiska zjazdowe (st).
Zaklęty Bastion I
1. Prolaktyna; V+, 12 m
2. Progesteron; 3r + st, VI+, 12 m
3. Katuta z niututy; st, IV+, 12 m

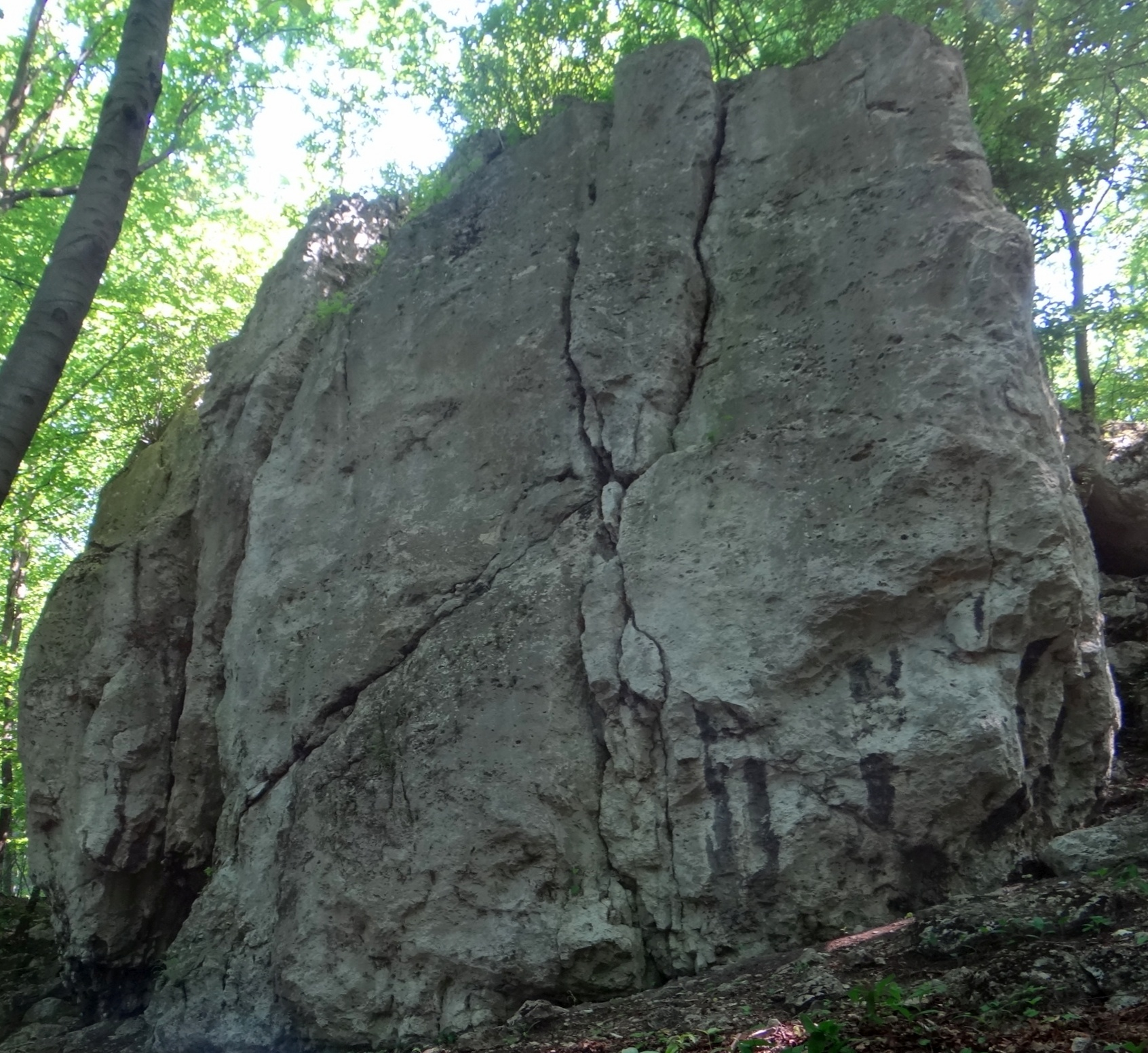
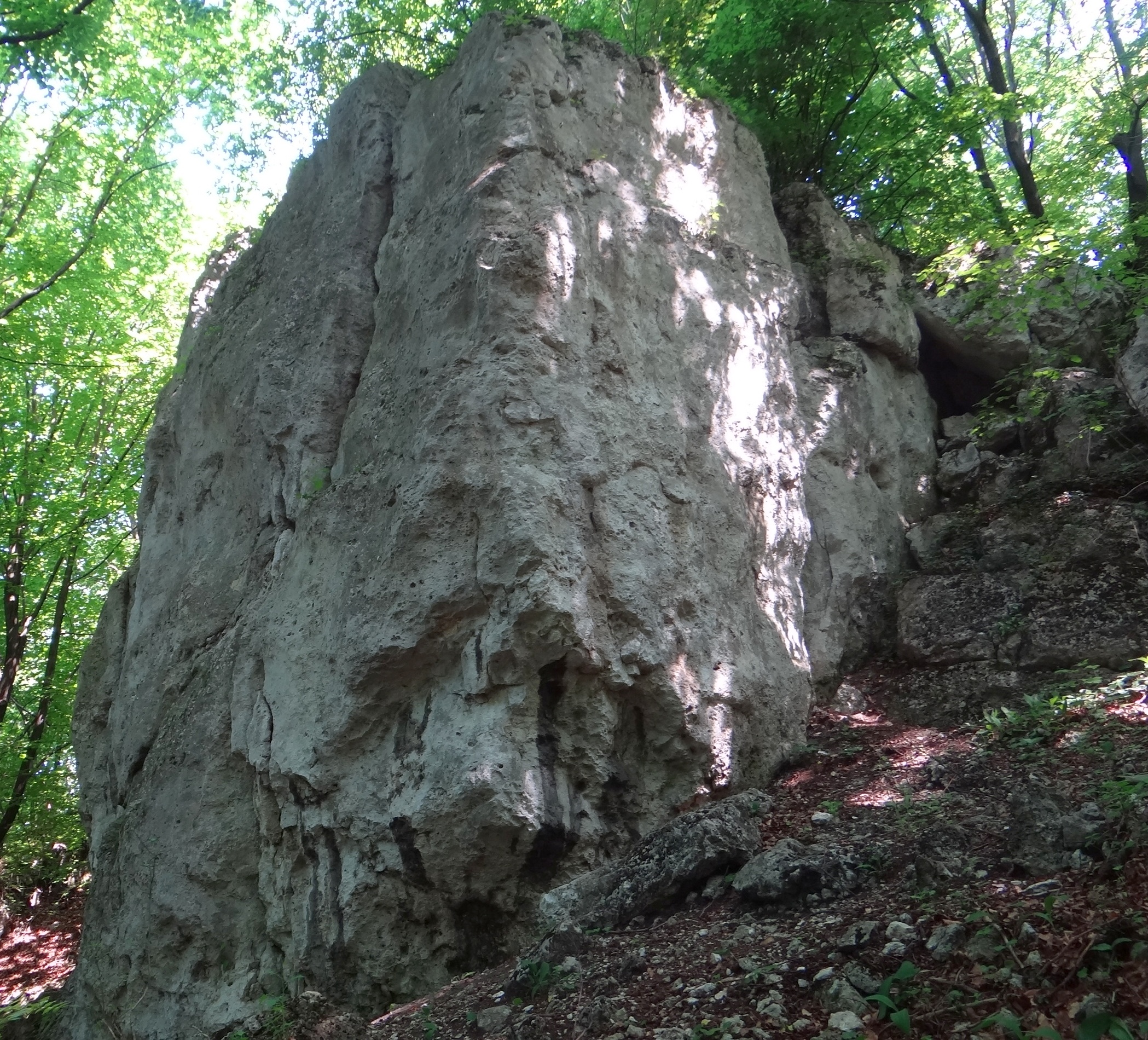
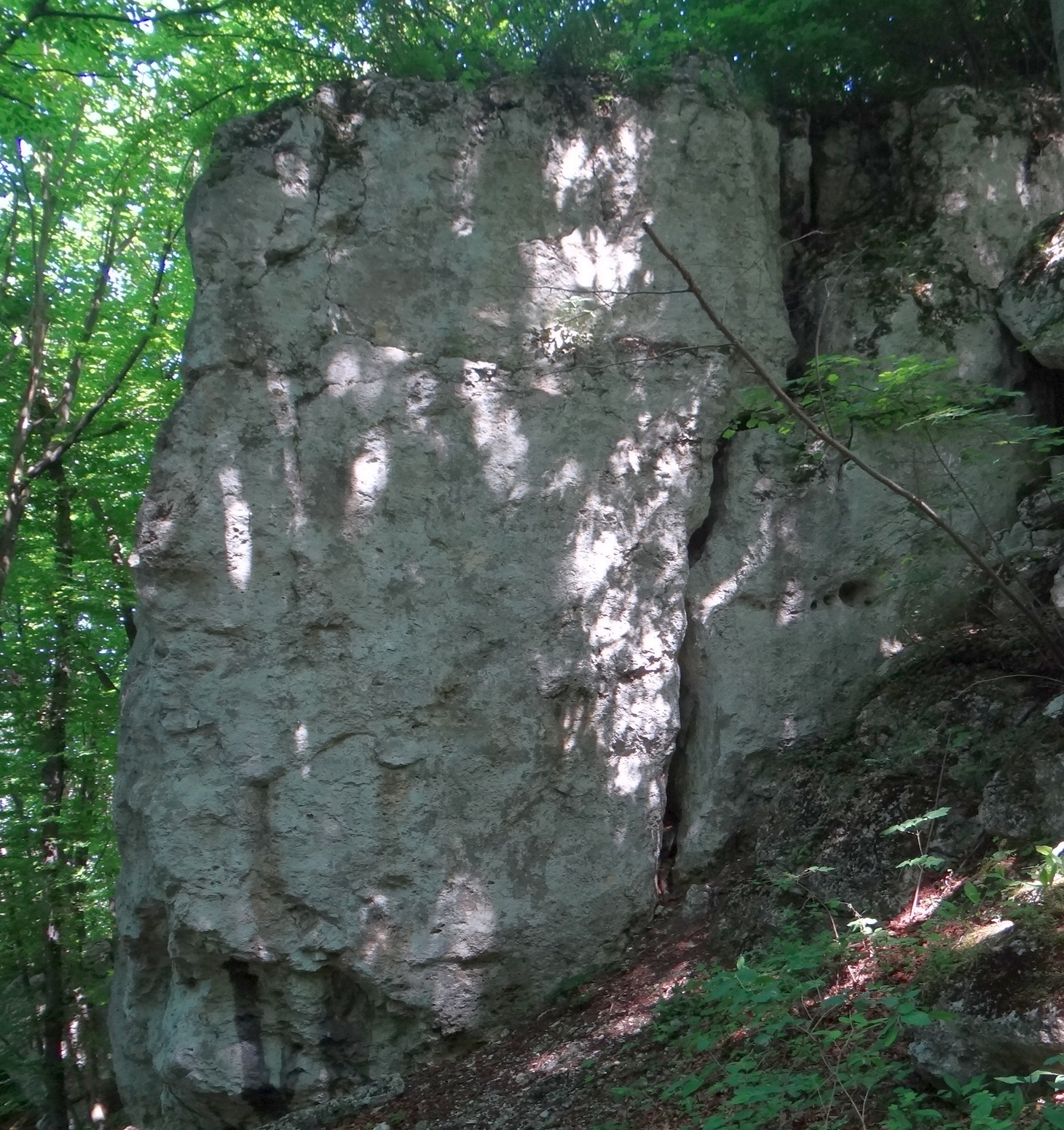
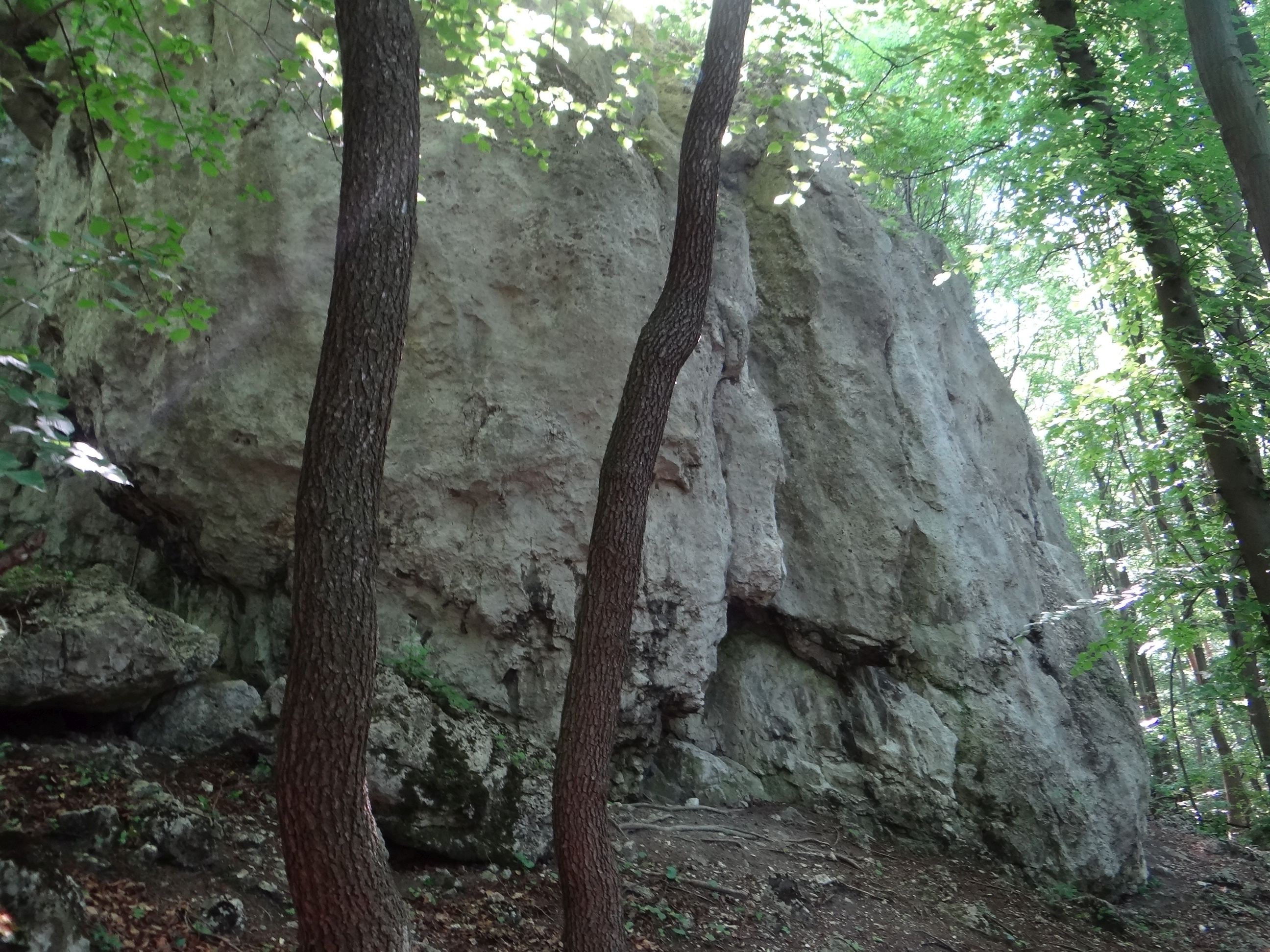
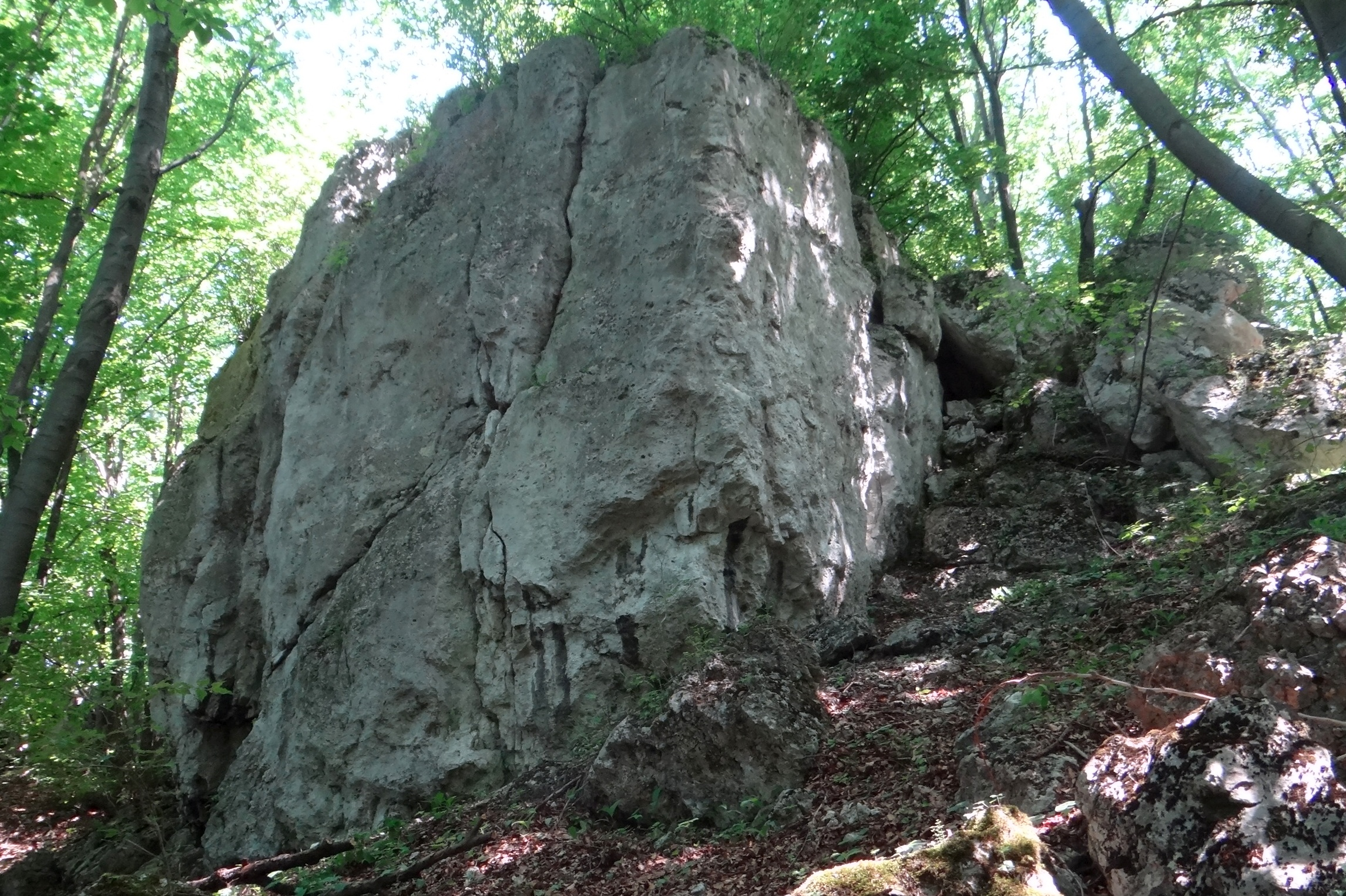

4. Indyferentna rasistka; 3r + st, VI.4, 12 m
5. Agrado; 3r + st, VI.5, 12 m
6. Spokojność przystoi Elektrze; 4r + st, VI.3+, 12 m
7. Mięśniolot; 4r + st, VI.5, 12 m
8. Cała grupa mięśni; 5r + st, VI.4+, 12 m

Zaklęty Bastion II
1. Komisarz Gondor; 4r + st, VI.2+, 12 m
2. Bracia Strach; VI.2, 12 m
3. Komin Słabego Wielbłąda; IV+, 12 m
4. Dziwnym nie jest; 3r + st, VI.3+, 12 m
5. Non omnis moriar; VI+, 12 m

Zaklęty Bastion III
1. Chwyt markeindody; 3r + st, VI.1, 12 m
2. Zmęczyć bohatera; 3r + st, VI.2+, 12 m
3. Nie pomagasz mi George; V+, 12 m
4. Podwójne życie Fryderyka; 3r + st, VI.2, 12 m
5. Ogranicznik identyczny z naturalnym; 4r + st, VI.2, 12 m

Zaklęty Bastion IV
1. Uczęszczam na roraty; 3r + st, VI.1+, 12 m
2. Finezyjnie przycięte paznokietki; 3r + st, VI.2+, 12 m
3. Śmiech z off’u; V+, 12 m[3].